# Exèrcit Invencible
Exèrcit mercenari creat pel nord-americà Frederick Townsend Ward amb l'ajut del taotai Wu Hsu i el banquer Yang Fang a fi de col·laborar amb les autoritats de Pequín a reprimir la rebel·lió Taiping. Oficialment, el nom d'aquesta força armada era el de Cos Estranger de Shanghai (però amb la victòria de Sung-chiang es coneixeria com a forces de Sung-chiang). Arran de la derrota de Ch'ing-p'u, Ward va canviar el nom del Cos Estranger pel de Legió Estrangera Xinesa.
L'exèrcit era format per homes de diversos països però la majoria eren nord-americans (els col·lectiu espanyol el formaven filipins, un dels quals, Vicente Macanaya, va tenir un paper destacat com a ajuda de camp). Els britànics, al principi, no veien amb bons ulls aquesta força armada a la que acusaven d'incitar la deserció dels seus soldats. Davant la possibilitat d'un caos al territori xinès que faria perillar el comerç, els occidentals consideraren que la victòria de la dinastia manxú sobre els taipings era millor per als seus interessos. Amb la demostració de la seva eficàcia els britànics van anar canviant d'opinió. Ward va tenir dificultats diverses amb les autoritats xineses, principalment per no complir allò que havien acordat amb relació a la participació en els atacs que havien de ser conjunts i a la defensa de poblacions prèviament conquerides. Amb la defensa de Shanghai, la fama de Ward fou enorme. Els imperials parlaven de l'Exèrcit Invencible (Chang-sheng-chun) mentre que els rebels es referien a les seves forces com "els soldats del diable".

## Font
- "El soldado del diablo" de Caleb Carr. 1a. Edició juny 2007. Ediciones B